# Клифтония
Клифтония (лат. Cliftonia) — род деревянистых растений семейства Цирилловые (Cyrillaceae). Включает единственный вид — Клифтония однолистная (Cliftonia monophylla).
Род назван в честь британского ботаника Уильяма Клифтона (William Clifton, XVIII век).

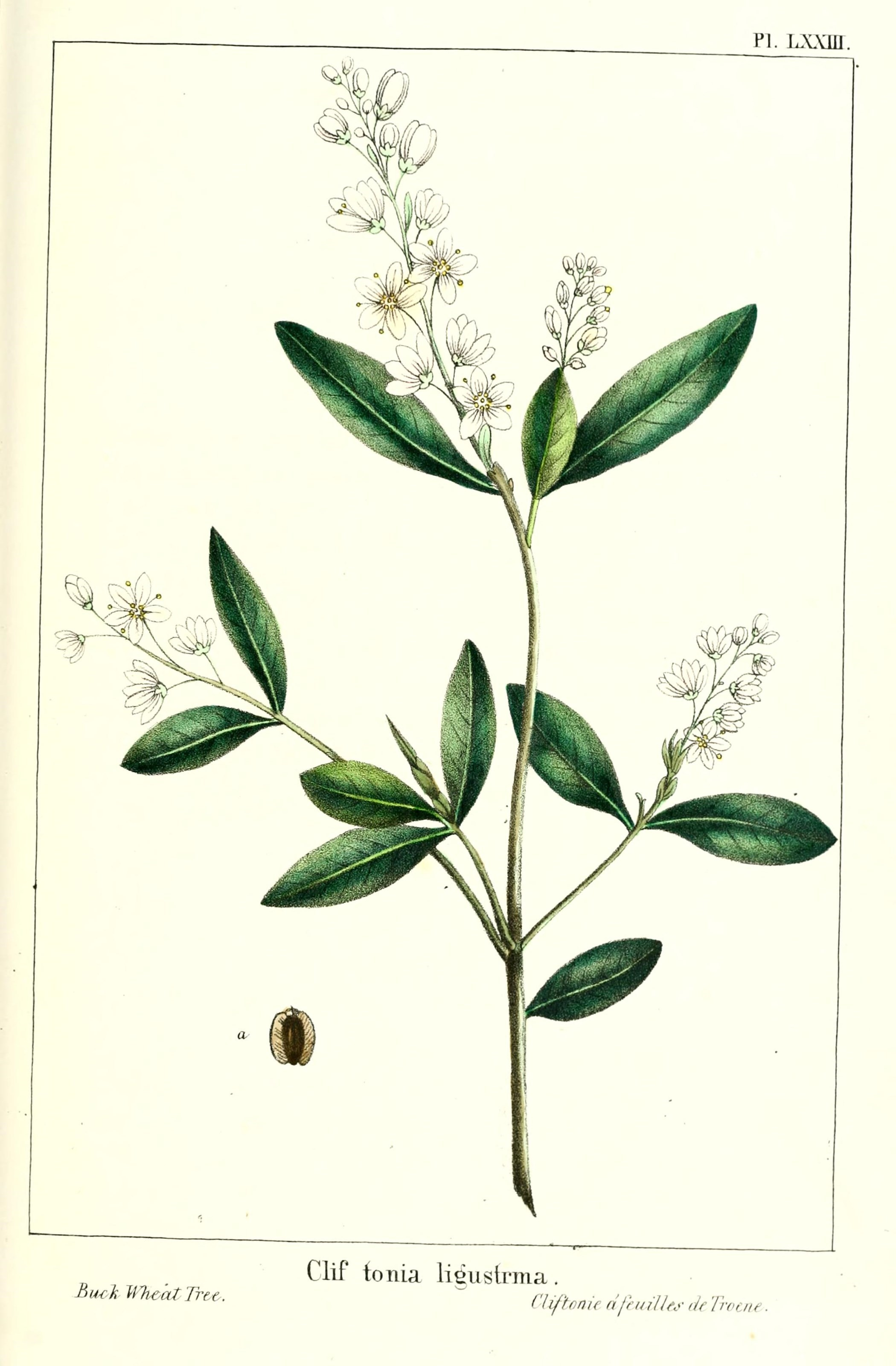
Клифтония однолистная

## Распространение
Эндемик юго-восточных штатов США (Луизиана, Миссисипи, Алабама, Флорида, Джорджия, Южная Каролина).

## Ботаническое описание
Вечнозелёные кустарники или деревья, до 8 (15) м высотой. Листья от эллиптических до обратноланцетных, (2,5) 3—6 (10) см длиной, 1,2—1,8 см шириной.
Цветки ароматные. Чашелистиков 4—5. Лепестков 5, белые или розовые. Тычинок 10, в двух кругах по 5. Пестиков 2—5, сросшиеся. Плоды широко-эллиптические, мясистые, 2—5-крылые, 1—5-семянные, 6—8 мм длиной.

## Синонимы вида
- Cliftonia ligustrina Sims ex Spreng. (1825)
- Cliftonia nitida C.F.Gaertn. (1807)
- Ptelea monophylla Lam. (1792)basionym